# Ntoroko (district)
Le district de Ntoroko est un district de l'ouest de l'Ouganda. Il se trouve au sud du Lac Albert et est frontalier de la République démocratique du Congo. Sa capitale est Ntoroko (en).

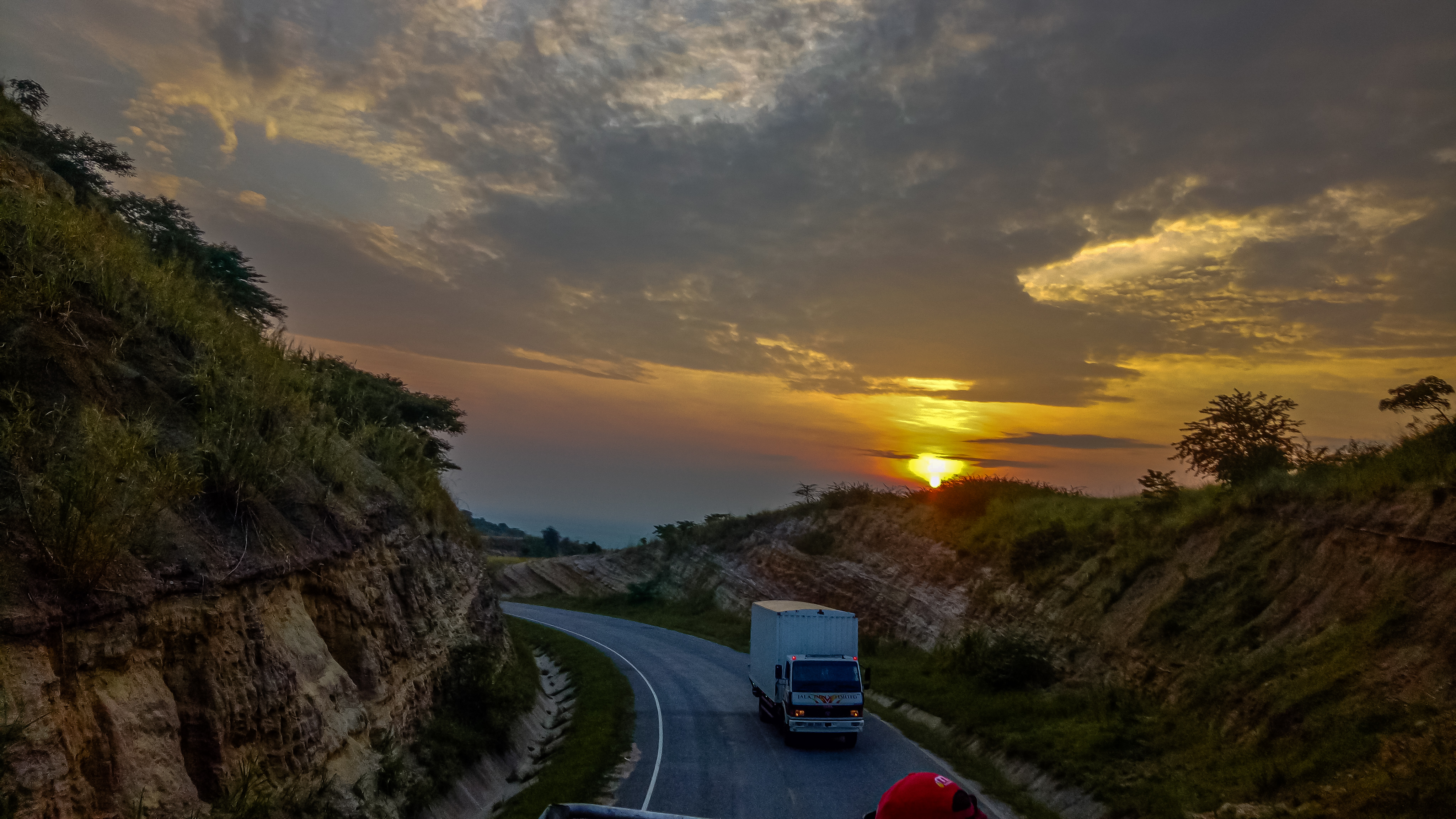
Coucher de soleil sur la route près de Ntoroko, entre Bundibugyo et Fort Portal (juin 2019).

## Histoire
Ce district a été créé en 2010 par séparation de celui de Bundibugyo.